# Туншаньцзябу
Туншаньцзябу, (Tongshanjiabu) (7207 м) — вершина в центральній частині Гімалаїв, найвищий пік за 12 км на північний захід від Кангпху-Канга (7204 м). Розташована на кордоні між Бутаном і Тибетом (існує і неофіційний кордон Бутану, що проходить на 15-20 км північніше). 103-тя за висотою і четверта нескорена вершина в світі. За даними SRTM висота Туншаньцзябу становить 7105 м і таким чином, пік, можливо, не входить до числа найвищих гір (> 7200 м).
|  | ... Туншаньцзябу, 7207 м. Підноситься на тибетсько / бутанському кордоні. Корейці, які піднімалися на сусідню Шимокангрі (7204 м) згадали цю вершину в звіті про експедицію і опублікували фото в «Japanese Alpine News» - поки що це єдина доступна інформація про цю гору ... |

## Ресурси Інтернету
- «Гімалайський журнал» [Архівовано 17 липня 2017 у Wayback Machine.]